# Bartle-Test
Der Bartle-Test klassifiziert Spieler von Mehrspieler-Onlinespielen (insbesondere MUDs und MMORPGs) in vier Typen auf Grundlage einer Reihe von Fragen zur Bestimmung der Spielinteressen. Der Test basiert auf einer Arbeit von Richard Bartle und wurde von Erwin Andreasen in seiner ersten elektronischen Form für die Website Guildcafe entworfen. Obwohl die Methode, über gegensätzliche Antwortmöglichkeiten zu aussagekräftigen Ergebnissen zu gelangen, teilweise kritisiert wurde, wurde der Bartle-Test ein Standard der MMORPG-Branche. Er wird einerseits von Spielern eingesetzt, um ihre Spielpräferenzen bestimmen zu können, und andererseits von Spiel-Entwicklern verwendet, um ihre Spiele besser auf bestimmte Zielgruppen oder vielmehr Spielertypen abstimmen zu können.

## Bartle-Klassen
Nach einer Reihe von Fragestellungen mit vordefinierten Antwortmöglichkeiten wird der Spieler prozentual über vier Archetypen klassifiziert. Diese sind:
- Achiever möchte im Spiel nach konkreten Maßstäben möglichst viel erreichen (über Levels, Gegenstände, Punkte, Ranglisten, …).
- Explorer versuchen möglichst viel zu entdecken oder zu erkunden. Dazu zählen Gegenden in der virtuellen Welt, Quests als auch die Funktionsweise der Spielmechanik.
- Socializer strebt Kontakte und Interaktion mit anderen Spielern an.
- Killer streben nach Wettbewerb, Wettkampf und Konflikt mit anderen Spielern.

## Bartle-Quotient
Das Ergebnis des Bartle-Test ist der Bartle-Quotient, der sich aus den Antworten aus 30 zufälligen Fragen ergibt.  Die Antworten stellen insgesamt 200 % dar, die auf die vier Kategorien verteilt werden, wobei keine einzelne Kategorie mehr als 100 % erhalten kann. Eine Person kann dementsprechend beispielsweise 100 % Achiever, 50 % Explorer, 50 % Socializer und 0 %-Killer sein, was das Verhältnis der Achiever-Motivation im Verhältnis zu Explorer, Socializer und Killer des Spielers beschreibt. Das Ergebnis wird üblicherweise in absteigender Reihenfolge des Quotienten nach Anfangsbuchstaben abgekürzt, in dem vorliegenden Beispiel entsprechend AESK. 0 % Quotienten am Ende werden bei der Abkürzung oft nicht berücksichtigt (hier demnach AES).

## Abhängigkeiten der Bartle-Klassen

Übersicht über die Abhängigkeiten

In diesem Diagramm werden die Abhängigkeitsverhältnisse der Spielergruppen dargestellt. Ein grünes Plus bedeutet steigende Userzahlen, ein rotes Minus steht für sinkende. Ein Pfeil mit einem Minus am Ursprung und ein Plus an der Spitze bedeutet, dass sinkenden Zahlen in der Box, von der der Pfeil kommt, zu steigenden Zahlen in der Zielbox führen. Das Gegenteil besagt ein Pfeil mit Plus am Ursprung und Minus an der Spitze; eine steigende Anzahl in der Box, von der der Pfeil kommt, resultiert in sinkenden Zahlen in der Zielbox. Ein doppeltes Minus bzw. Plus soll eine größere Änderung andeuten. Die Breite der Pfeile zeigt die Bedeutung des Effektes an. Beispielsweise resultiert die steigende Anzahl von Spielern in der Killer-Kategorie zu sinkender Population von Spielern mit Socializer Kategorie. Da der entsprechende Pfeil dick markiert ist, ist dieser Effekt dem Diagramm nach sehr stark ausgeprägt.
Die wichtigsten Dynamiken sind das Gleichgewicht, das sich zwischen den Populationen der Kategorie Killer und Achiever einstellt, sowie der hemmende Effekt einer großen Menge an Spieler der Kategorie Killer auf die Socializers. Die Userzahlen der Explorers lässt sich nur schwer beeinflussen, nämlich durch eine deutliche Erhöhung der Population von Killern.